# M.E.T.A.L.
M.E.T.A.L. är det tyska power metal-bandet Freedom Calls tionde studioalbum. Det släpptes i augusti 2019 av skivbolaget Steamhammer.
Basisten Ilker Ersin hade för andra gången hoppat av bandet och ersattes av italienske Francesco Ferraro. Även Ramy Ali hade lämnat gruppen, och då man inte hunnit hitta en permanent ersättare till honom engagerades sessiontrummisen Kevin Kott. Även tidigare bandmedlemmen Dan Zimmermann bidrog med trumspel på skivan.
Två musikvideor spelades in: "111 - The Number of the Angels" samt titelspåret "M.E.T.A.L."

## Låtlista
1. "111 - The Number of the Angels" – 3:50
2. "Spirit of Daedalus" – 3:49
3. "M.E.T.A.L." – 4:20
4. "Ace of the Unicorn" – 3:22
5. "Sail Away" – 3:57
6. "Fly with Us" – 4:17
7. "One Step into Wonderland" – 3:38
8. "Days of Glory" – 3:29
9. "Wheel of Time" – 4:32
10. "Ronin" – 3:47
11. "Sole Survivor" – 4:24

Bonusspår på japanska utgåvan
1. "Warriors" (acoustic version) – 4:17
2. "Emerald Skies" (acoustic version) – 4:10

## Medverkande
Musiker
- Chris Bay – sång, gitarr
- Lars Rettkowitz – gitarr
- Francesco Ferraro – basgitarr

Bidragande musiker
- Kevin Kott - trummor
- Dan Zimmermann - trummor

Produktion
- Chris Bay – producent, ljudtekniker
- Lars Rettkowitz – producent, ljudtekniker
- Stephan Ernst - ljudtekniker, mixning, mastering
- Michael Dorschner - albumkonst, design
- Francesco Saverio Ferrara - design